# Place Jan-Masaryk (Suresnes)
La place Jan-Masaryk est un rond-point de la commune de Suresnes, dans le département français des Hauts-de-Seine.

## Situation et accès
Située dans la cité-jardin de Suresnes, elle forme le point de rencontre de l'allée des Gros-Buissons, du boulevard Aristide-Briand, de la rue de Locarno, de l'allée des Marronniers et de l'avenue Édouard-Vaillant.

## Origine du nom
Elle a été nommée en hommage à Jan Masaryk (1886-1948), homme politique et diplomate tchécoslovaque.

## Historique
Sa création est postérieure aux années 1930.
La nuit du 14 juillet 2015, elle a été le théâtre de vandalismes,.